# 瑞尼·威廉斯
瑞尼·威廉斯（英語：Rhyne Williams，1991年3月22日—）是一位美國職業網球運動員。

## 外部連結
- 瑞尼·威廉斯（英文/西班牙文）的官方資料
- 瑞尼·威廉斯的國際網球總會 職業／青少年 官方資料（英文）
- 瑞尼·威廉斯的官方資料（英文）